# Rosenberg (Texas)
Pour les articles homonymes, voir Rosenberg.
La ville de Rosenberg est située dans le comté de Fort Bend, dans l’État du Texas, aux États-Unis. Sa population s’élevait à 30 618 habitants lors du recensement de 2010, estimée à 37 661 habitants en 2017, dont une majorité de Latinos.

## Démographie
| Groupe            | Rosenberg | Texas | États-Unis |
| ----------------- | --------- | ----- | ---------- |
| Blancs            | 61,1      | 70,4  | 72,4       |
| Autres            | 21,0      | 10,6  | 6,4        |
| Afro-Américains   | 13,4      | 11,9  | 12,6       |
| Métis             | 3,0       | 2,7   | 2,9        |
| Asiatiques        | 1,0       | 3,8   | 4,8        |
| Amérindiens       | 0,6       | 0,7   | 0,9        |
| Total             | 100       | 100   | 100        |
|                   |           |       |            |
| Latino-Américains | 60,3      | 37,6  | 16,7       |

Selon l'American Community Survey pour la période 2011-2015, 58,83 % de la population âgée de plus de 5 ans déclare parler l'anglais à la maison, 38,37 % déclare parler l'espagnol, 1,35 % une langue chinoise et 1,45 % une autre langue.

## Personnalités nées à Rosenberg
- Randal Grichuk: Joueur de baseball des Blue Jays de Toronto

## Source
- (en) Cet article est partiellement ou en totalité issu de l’article de Wikipédia en anglais intitulé « Rosenberg, Texas » (voir la liste des auteurs).

1. ↑  (en) « Rosenberg, TX Population - Census 2010 and 2000 », sur censusviewer.com (consulté le 14 mars 2016).
2. ↑  (en) « Population of Texas - Census 2010 and 2000 », sur censusviewer.com (consulté le 14 mars 2016).
3. ↑  (en) « Language spoken at home by ability to speak English for the population 5 years and over », sur factfinder.census.gov.